# Kingston (Moray)
Pour les articles homonymes, voir Kingston.
Kingston est un petit village près de la côte dans la région du Moray en Écosse. Le village est situé immédiatement au nord de Garmouth du côté ouest de l'embouchure de la rivière Spey sur la côte de Moray Firth. Kingston a été fondé en 1784 et doit son nom à Kingston-upon-Hull dans le Yorkshire de l'Est.